# III. János konstantinápolyi pátriárka
III. (Szent) János, görögösen Ióannész Szkholasztikosz (ógörögül:  Ιωάννης Γ΄ Σχολαστικός, latinul: Johannes Scholasticus), (503 körül – 577. augusztus 31.) konstantinápolyi pátriárka 565-től haláláig.
János ügyvéd, majd antiochai presbiter volt, akit Eutükhiosz konstantinápolyi pátriárka letevése után választottak az ortodox egyház élére. Jelentős művében, a későbbi időkben Nomokanonnak nevezett könyvben összegyűjtötte az egyházi törvényeket, illetve I. Iusztinianosz bizánci császár novelláiból az egyházra vonatkozó rendeleteket. A korábbi gyűjteményektől eltérően nem időrendi felosztást alkalmazott, hanem az egyes tárgyaknak megfelelően csoportosította a dokumentumokat.
12 évnyi pátriárkaság után hunyt el. Utóda a visszahívott Eutükhiosz lett.